# Послання до римлян (Барт)
«Послання до Римлян» (нім. «Der Römerbrief» — «Лист римлянам») — праця-коментар швейцарського теолога Карла Барта до новозавітного послання апостола Павла до римлян. В праці Барт, будучи духовно вихований в дусі ліберальної теології, переосмислює цю богословську думку і критикує саму ліберальну теологію, її акцент на антропоцентризмі та її представників Шляєрмахера та Гарнака, що замінили центральне Боже Одкровення. Натомість, теолог саме в цій праці вперше починає генерувати новий напрям теології — неортодоксію, де повертає інтерес до догматики і захищає віру та унікальне Откровення Бога через Христа, через що, на думку Барта, богопізнання можливе. Барт розкриває віру в Бога та суб'єктивне Його переживання через особистий досвід в дусі екзистенціалізму К’єркегора
Перша версія вийшла 1918 року, друга — в 1922.  

## Історія
Розчарувавшись як у німецькому протестантському лібералізмі, так і в релігійному соціалізмі  після початку Першої світової війни в 1914 році, Барт вирішив влітку 1916 року написати коментар до «Послання Павла до Римлян», щоб переосмислити свою теологічну спадщину. У той час Барт був пастором у Сафенвілі. Протестантська ліберальна теологія зіграла значну роль у підйомі німецького націоналізму до Першої світової війни, що призвело до розчарування Барта та спроб реструктуризації протестантської теології. Перше видання коментаря вийшло в грудні 1918 року (але з датою публікації 1919 року). Це було перше видання твору, яке принесло Барту запрошення викладати в Геттінгенському університеті та яке Карл Адам сказав, що впав «як бомба на майданчик теологів». У жовтні 1920 року Барт вирішив, що йому потрібно переглянути перше видання, і наступні одинадцять місяців працював над переписуванням коментаря, закінчивши приблизно у вересні 1921 року. Друге видання було опубліковано в 1922 році та перекладено англійською мовою в 1933 році.
У 1921 році Барт був призначений професором теології в Німеччині і став одним із провідних протестантських теологів ХХ століття. Його коментар до Послання до римлян вийшов у розмірі 16 видань німецькою мовою до 2005 року загальним тиражем 47 000 примірників; його також перекладено англійською, французькою, італійською, нідерландською, російською, іспанською, китайською, японською та корейською мовами.

## Зміст
Барт критикує ліберальну протестантську теологію за ігнорування фактора особистої віри і нівелювання особистого пізнання і переживання Бога, що не можливо пояснити раціонально, адже раціо в духовних питаннях й не має сили, Бога не можливо осмислити раціонально, а тільки завдяки шляху особистої віри. Теолог переосмислює розуміння Бога та віри в Нього. Бог не може бути монополізований для власної політичної чи культурної точки точки зору. Барт підкреслював об'єктивність як основне ставлення християн у світі: Барт пише, що Бог зовсім інший. Своїми парадоксальними висловлюваннями, навіяними К’єркегором, Барт переслідує полемічно-визвольний намір: «Але Бог на небі, а ви на землі! І саме незнання того, що Бог знає, є знанням про Бога, розрадою, світлом, силою, знанням вічності, з якою ми перебуваємо в часі».
Бог непомітний розуму, але помітний в об’явленні Ісуса Христа. Ця праця, як і багато інших, підкреслює спасительну Божу благодать і нездатність людства пізнати Бога поза Божим одкровенням у Христі. Зокрема, Бог, який відкрився на хресті Ісуса, кидає виклик і скидає будь-яку спробу об’єднати Бога з людськими культурами, досягненнями чи володіннями. Хоча, Барт відомий своїм використанням діалектики, деякі вчені стверджують, що Барт також широко використовує аналогію у своїй роботі.
Основою і метою людської історії є Ісус Христос, однак не такий, який жив у своєму історичному середовищі, як Ісус із Назарету, а той, який несе свій хрест: це уособлює Боже «ні» всім людським спробам досягти Божого наміру і усвідомити Бога, який тільки один унікально і повсністю (всю суть) відкрив Себе через Боголюдину Ісуса Христа.

## Цитати
«Військова служба… якщо вона має бути, але ні в якому разі як польовий капелан! Соціал-демократичний, але не релігійно-соціальний!».

## Оцінки
Друга версія, опублікована в 1922 році, отримала переважно позитивні відгуки від Рудольфа Бультмана.